# كارني (أوكلاهوما)
كارني (بالإنجليزية: Carney, Oklahoma)‏ هي بلدة أمريكية تقع في الولايات المتحدة في مقاطعة لينكون، أوكلاهوما. يقدر عدد سكانها بـ 649 نسمة ومساحتها 4.6 كم2 وترتفع عن سطح البحر 333 متر.

## التركيبة السكانية
حدّد مكتب تعداد الولايات المتحدة بيانات التركيبة السكانية لكارني في تعداد الولايات المتحدة. في ما يلي، التركيبة السكانية حسب تعدادي 2000 و2010.

### تعداد عام 2000
بلغ عدد سكان كارني 649 نسمة بحسب تعداد عام 2000، وبلغ عدد الأسر 252 أسرة وعدد العائلات 184 عائلة مقيمة في البلدة. في حين سجلت الكثافة السكانية 143 نسمة لكل كيلومتر مربع (370.4/ميل2). وبلغ عدد الوحدات السكنية 281 وحدة بمتوسط كثافة قدره 61.9 لكل كيلومتر مربع (160.3/ميل2).
وتوزع التركيب العرقي للبلدة بنسبة 86.75% من البيض و1.08% من الأمريكيين الأفارقة و8.01% من الأمريكيين الأصليين و0.62% من الأعراق الأخرى و3.54% من عرقين مختلطين أو أكثر و1.23% من الهسبانيون أو اللاتينيون من أي عرق.
بلغ عدد الأسر 252 أسرة كانت نسبة 40.5% منها لديها أطفال تحت سن الثامنة عشر تعيش معهم، وبلغت نسبة الأزواج القاطنين مع بعضهم البعض 53.6% من أصل المجموع الكلي للأسر، ونسبة 14.3% من الأسر كان لديها معيلات من الإناث دون وجود شريك،  بينما كانت نسبة 5.2% من الأسر لديها معيلون من الذكور دون وجود شريكة وكانت نسبة 27% من غير العائلات. تألفت نسبة 24.6% من أصل جميع الأسر من عدة أفراد يعيشون في نفس المنزل ونسبة 9.1% كانت تتألف من شخص يعيش بمفرده يبلغ من العمر 65 عاماً أو أكثر. وبلغ متوسط حجم الأسرة المعيشية 2.58، أما متوسط حجم العائلات فبلغ 3.03.
بلغ العمر الوسطي للسكان 35.0 عاماً. وكانت نسبة 31% من القاطنين تحت سن الثامنة عشر، وكانت نسبة 6.8% بين الثامنة عشر والرابعة والعشرين عاماً، ونسبة 29% كانت واقعةً في الفئة العمرية ما بين الخامسة والعشرين والرابعة والأربعين عاماً، ونسبة 23.3% كانت ما بين الخامسة والأربعين والرابعة والستين، ونسبة 10% كانت ضمن فئة الخامسة والستين عاماً فما فوق. يوجد لكل 100 أنثى 93.7 ذكر، ويوجد لكل 100 أنثى في الثامنة عشر من عمرها فما فوق 88.2 ذكر.
بلغ متوسط دخل الأسرة في البلدة 27,589 دولارًا، أما متوسط دخل العائلة فبلغ 29,688 دولارًا. وكان متوسط دخل الذكور 25,972 دولارًا مقابل 20,000 دولارًا للإناث. وسجل دخل الفرد الخاص بالبلدة 12,020 دولارًا. وكانت نسبة 16.1% من العائلات ونسبة 19.6% من السكان تحت خط الفقر، وكان من هؤلاء نسبة 23.7% تحت سن الثامنة عشر ونسبة 11.9% في الخامسة والستين من العمر وما فوق.

### تعداد عام 2010
بلغ عدد سكان كارني 647 نسمة بحسب تعداد عام 2010، وبلغ عدد الأسر 248 أسرة وعدد العائلات 181 عائلة مقيمة في البلدة. في حين سجلت الكثافة السكانية 142.5 نسمة لكل كيلومتر مربع (369.1/ميل2). وبلغ عدد الوحدات السكنية 289 وحدة بمتوسط كثافة قدره 63.7 لكل كيلومتر مربع (165.0/ميل2).
وتوزع التركيب العرقي للبلدة بنسبة 82.23% من البيض و0.62% من الأمريكيين الأفارقة و7.73% من الأمريكيين الأصليين و0.46% من الأعراق الأخرى و8.96% من عرقين مختلطين أو أكثر و0.93% من الهسبانيون أو اللاتينيون من أي عرق.
بلغ عدد الأسر 248 أسرة كانت نسبة 35.1% منها لديها أطفال تحت سن الثامنة عشر تعيش معهم، وبلغت نسبة الأزواج القاطنين مع بعضهم البعض 50% من أصل المجموع الكلي للأسر، ونسبة 16.9% من الأسر كان لديها معيلات من الإناث دون وجود شريك،  بينما كانت نسبة 6% من الأسر لديها معيلون من الذكور دون وجود شريكة وكانت نسبة 27% من غير العائلات. تألفت نسبة 23% من أصل جميع الأسر من عدة أفراد يعيشون في نفس المنزل ونسبة 6.9% كانت تتألف من شخص يعيش بمفرده يبلغ من العمر 65 عاماً أو أكثر. وبلغ متوسط حجم الأسرة المعيشية 2.61، أما متوسط حجم العائلات فبلغ 3.02.
بلغ العمر الوسطي للسكان 39.5 عاماً. وكانت نسبة 26% من القاطنين تحت سن الثامنة عشر، وكانت نسبة 9.4% بين الثامنة عشر والرابعة والعشرين عاماً، ونسبة 22.4% كانت واقعةً في الفئة العمرية ما بين الخامسة والعشرين والرابعة والأربعين عاماً، ونسبة 27% كانت ما بين الخامسة والأربعين والرابعة والستين، ونسبة 15.1% كانت ضمن فئة الخامسة والستين عاماً فما فوق. وتوزع التركيب الجنسي للسكان بنسبة 45.9% ذكور و54.1% إناث.